# Джангиров, Дмитрий Георгиевич
Дмитрий Георгиевич Джангиров (22 сентября 1966; Киев, Украинская ССР, СССР) — украинский журналист, политический обозреватель,  эксперт в сфере PR и информационных войн,  заслуженный журналист Украины, обладатель общенациональной премии «Телетриумф»  (2001)
Специализация: аналитика в сфере украинской внешней и внутренней политики, международные отношения (геополитика); разработка рекламных и имиджевых кампаний.
Принимал участие во всех президентских и парламентских кампаниях с 1991 года, киевских мэрских 1998 (отмененных за 5 дней до выборов),  2000-го и 2008-го.

## Образование
Учился в Киевском естественно-научном лицее №145, серебряная медаль.
В 1989 году окончил Киевский политехнический институт, химико-технологический факультет, красный диплом.

## Журналистская деятельность
1989 — 1992 гг. — инженер, НИИ коллоидной химии и химии воды.
В 1992 году — один из основателей общественно-политического объединения «Новая Украина», работал в секретариате.
1994 — 1995 гг. — политический обозреватель еженедельного аналитического сборника «УНИАН-Политика».
1995 — 1998 гг. — редактор отдела «Государство и экономика» еженедельника «Бизнес».
1998 — 1999 гг. — главный редактор ежедневной газеты «Вечерние Вести».
2000 — 2001 гг. — главный редактор газеты «Слово Родины».
Работал аналитиком на канале "1+1":, а также:
- Автор и ведущий авторской публицистической программы «Проте» (телеканал «1+1», ТСН, 2003-2004);
- Редактор предвыборных теледебатов на президентских выборах Украины (телеканал «1+1», 2002);
- Редактор ток-шоу «Я так думаю» с Анной Безулик (телеканал «1+1», 2002 – 2003);
Главный редактор общественно-политических еженедельников «Понедельник» и «Новый Понедельник» (2003 – 2006);
Главный редактор муниципальной газеты «Хрещатик» (2007);
Работал генеральным директором ТРК «Киев» (2007-2010);
Автор и ведущий ток-шоу «Вечерний кофе с Дмитрием Джангировым» (ТРК «Киев», 2007 – 2010);
Автор и ведущий аналитического канала “Капитал” 
Занимался развитием бренда Международной плавательной Лиги Украины, учрежденной группой “Энергетический стандарт” (2019-2022)Международная плавательная лига
Со-основатель и Исполнительный директор Института политической философии, Киев (2021–2022)
В настоящее время занимается независимым консультированием в сфере макроэкономики и геополитики.
Джангиров являлся постоянным автором публикаций политического характера на «LB.UA» (главный редактор – Соня Кошкина ). Также его статьи можно найти на сайтах интернет-изданий «Обозреватель» и «Капитал».

## Заслуги
Заслуженный журналист Украины (2010)
Обладатель национальной премии Телетриумф-2001 за лучший сценарий (вместе с Валерием Зайцевым).
Кандидат в мастера по шахматам СССР/Украины
Национальный мастер по шахматам США

## Скандалы
В апреле 2015 года в переписке с пользователем соцсети Facebook высказал фразу, приведшую к скандалу: «Ну, яка вони „Небесна сотня“, якщо майже усім складом зараз у пеклі сірку смокчуть?! І, до речі, смоктати будуть — попереду у них вічність!» Сообщение было публично обнародовано, что повлекло за собой широкий резонанс. После этого Джангиров на своей странице в Facebook извинился.
Фигурировал в списках сайта «Миротворец».

## Российское вторжение на Украину
После российского вторжения в Украину на YouTube канале интернет-издания «Капитал», главным ведущим которого выступал Джангиров, вышли несколько роликов с его оценками случившегося,, но 8 марта 2022 года на канале вышел ролик «Нет ВОЙНЕ», и больше видео не выходило с его участием. В то же время на российских ресурсах (Lenta.ru, Взгляд, «Украина.ру»,Московский комсомолец,Известия, ТАСС) появились сообщения о том, что Джангиров был задержан СБУ, и что именно сотрудники СБУ записали новый ролик. Дальнейшая судьба персоны неизвестна.
В марте 2023 года Борис Кагарлицкий говорил, что "по первым сообщениям" ему утверждалось, что Джангиров действительно задержан СБУ, а затем его источники утверждали, что это "праворадикальная группа, которую, как они утверждают, крышует СБУ".